# روبن سانچز (بازیکن فوتبال، زاده ۱۹۹۴)
روبن سانچز (انگلیسی: Rubén Sánchez؛ زادهٔ ۲۵ نوامبر ۱۹۹۴) بازیکن فوتبال اهل اسپانیا است.
از باشگاه‌هایی که در آن بازی کرده‌است می‌توان به باشگاه فوتبال اسپورتینگ خیخون اشاره کرد.